# Lista celor mai înalte clădiri din România
Această listă cuprinde cele mai înalte clădiri din România. Sunt listate doar clădirile care măsoară cel puțin 60 m înălțime. 
În prezent (iunie 2025), cea mai înaltă clădire din România este Sky Tower, parte a complexului Floreasca City Center, din București. Finalizată în 2012, clădirea de birouri are o înălțime de 137 m și 37 de etaje. Majoritatea clădirilor cu o înălțime de peste 60 m se află în București, inclusiv cea mai înaltă clădire care datează din perioada comunistă, Casa Presei Libere, ce măsoară 104 m înălțime. În Timișoara a demarat în 2016 construcția Openville, un ansamblu mixt care va include și o clădire de 155 m. Dacă va fi terminată, aceasta va deveni cea mai înaltă din țară. În Cluj-Napoca, a început construcția unor clădiri înalte de birouri după Revoluția din 1989, în principal în zona industrială a orașului. Turnul West City Tower este astăzi cea mai înaltă clădire din oraș și măsoară 95 m înălțime. Totuși, cea mai înaltă clădire din Transilvania nu este situată în Cluj-Napoca, ci în Satu Mare, cu al său Palat Administrativ construit în 1984 și înalt de 97 m. În Moldova, cea mai înaltă clădire este Catedrala „Nașterea Domnului” din Suceava. Cu cei 82 m ai săi, este al doilea cel mai înalt edificiu religios finalizat din țară după Catedrala Mitropolitană din Timișoara (90,5 m).

## Finalizate (cel puțin 60 m)
A fost cea mai înaltă clădire din România la finalizare
     Înălțime aproximativă bazată pe numărul de etaje
| #  | Denumire                                      | Localizare                                        | Înălțime | Etaje   | An                  | Coordonate                                                 | Imagine |
| -- | --------------------------------------------- | ------------------------------------------------- | -------- | ------- | ------------------- | ---------------------------------------------------------- | ------- |
| 1  | Sky Tower                                     | Strada Barbu Văcărescu, București                 | 137 m    | 37      | 2012                | 44°28′41″N 26°06′18″E / 44.4779713°N 26.1049424°E          |         |
| 2  | Catedrala Mântuirii Neamului                  | Calea 13 Septembrie, București                    | 120 m    | —       | 2018                | 44°25′33.26″N 26°4′56.37″E / 44.4259056°N 26.0823250°E     |         |
| 3  | Globalworth Tower                             | Strada Barbu Văcărescu, București                 | 120 m    | 26      | 2016                | 44°28′46″N 26°06′01″E / 44.4794°N 26.1004°E                |         |
| 4  | Ana Tower                                     | Bulevardul Poligrafiei, București                 | 110 m    | 25      | 2020                | 44°28′47″N 26°03′40″E / 44.4795994°N 26.0610027°E          |         |
| 5  | Tower Center International                    | Bulevardul Ion Mihalache, București               | 106,3 m  | 25      | 2007                | 44°27′07″N 26°03′37″E / 44.45208°N 26.06036°E              |         |
| 6  | Casa Presei Libere                            | Piața Presei Libere, București                    | 104 m    | 14      | 1956                | 44°28′51″N 26°04′16″E / 44.48093°N 26.0712083°E            |         |
| 7  | Palatul Administrativ                         | Piața 25 Octombrie, Satu Mare                     | 97 m     | 17      | 1984                | 47°47′20″N 22°52′14″E / 47.7888524°N 22.8706741°E          |         |
| 8  | West City Tower                               | Calea Floresti, Cluj-Napoca                       | 95 m     | 25      | 2022                | 46°46′12″N 23°35′15″E / 46.7699487°N 23.5873944°E          |         |
| 9  | Asmita Gardens                                | Splaiul Unirii, București                         | 91 m     | 25      | 2010                | 44°24′26″N 26°07′28″E / 44.40709°N 26.12449°E              |         |
| 10 | United Business Center 0                      | Piața Consiliul Europei 2, Iulius Town, Timișoara | 90 m     | 15 (18) | 2021                | 45.7652237°N 21.2275143°E                                  |         |
| 11 | Catedrala Mitropolitană                       | Piața Victoriei, Timișoara                        | 90,5 m   | —       | 1940                | 45°45′03″N 21°13′27″E / 45.7507528°N 21.2242306°E          |         |
| 12 | Hotel InterContinental                        | Bulevardul Nicolae Bălcescu, București            | 90 m     | 25      | 1971                | 44°26′14″N 26°06′08″E / 44.4371°N 26.1022°E                |         |
| 13 | Orhideea Towers                               | Șoseaua Orhideelor, București                     | 85 m     | 17      | 2018                | 44°26′39″N 26°03′36″E / 44.4441289°N 26.0598788°E          |         |
| 14 | United Business Center 3                      | Strada Aristide Demetriade, Timișoara             | 84 m     | 15      | 2019                | 45°45′55″N 21°13′43″E / 45.765272°N 21.22868°E             |         |
| 14 | Palatul Parlamentului                         | Strada Izvor, București                           | 84 m     | 12      | 1997                | 44°25′39″N 26°05′15″E / 44.4275°N 26.0875°E                |         |
| 15 | Bucharest Financial Plaza                     | Calea Victoriei, București                        | 83 m     | 18      | 1997                | 44°25′58″N 26°05′48″E / 44.4327°N 26.0967°E                |         |
| 16 | BRD Tower                                     | Bulevardul Ion Mihalache, București               | 82 m     | 19      | 2004                | 44°27′09″N 26°04′53″E / 44.4526138°N 26.0814113°E          |         |
| 16 | Catedrala „Nașterea Domnului”                 | Strada Grigore Ureche, Suceava                    | 82 m     | —       | 2015                | 47°38′49″N 26°14′48″E / 47.6470104°N 26.2467498°E          |         |
| 18 | Biserica „Sfântul Mihail”                     | Piața Unirii, Cluj-Napoca                         | 80 m     | —       | 1390                | 46°46′12″N 23°35′15″E / 46.7699487°N 23.5873944°E          |         |
| 18 | Globalworth Plaza (anterior Nusco Tower)      | Șoseaua Pipera, București                         | 80 m     | 20      | 2010                | 44°28′49″N 26°06′06″E / 44.4802058°N 26.1017168°E          |         |
| 18 | Euro Tower                                    | Strada Dinu Vintilă, București                    | 80 m     | 19      | 2010                | 44°27′25″N 26°06′17″E / 44.4570295°N 26.1045835°E          |         |
| 18 | Charles de Gaulle Plaza                       | Piața Charles de Gaulle, București                | 80 m     | 16      | 2005                | 44°27′55″N 26°05′06″E / 44.4651811°N 26.0850449°E          |         |
| 22 | Biserica de lemn a Mănăstirii Săpânța-Peri    | Săpânța                                           | 78 m     | —       | 2003                | 47°58′59″N 23°41′53″E / 47.9831615°N 23.6980665°E          |         |
| 22 | Doamna Ghica Plaza                            | Strada Dumitru Slugeru, București                 | 78 m     | 24      | 2009                | 44°27′06″N 26°08′34″E / 44.4517408°N 26.1427147°E          |         |
| 24 | Biserica Evanghelică                          | Piața Centrală, Bistrița                          | 75 m     | —       | 1564                | 47°07′56″N 24°29′38″E / 47.1323238°N 24.4937979°E          |         |
| 24 | Biserica „Preasfânta Inimă a lui Isus”        | Ditrău                                            | 75 m     | —       | 1911                | 46°48′20″N 25°28′25″E / 46.8056614°N 25.4735393°E          |         |
| 24 | Cathedral Plaza                               | Strada General H. M. Berthelot, București         | 75 m     | 19      | 2010                | 44°26′31″N 26°05′23″E / 44.4420693°N 26.0896445°E          |         |
| 24 | City Gate                                     | Piața Presei Libere, București                    | 75 m     | 18      | 2009                | 44°28′42″N 26°04′08″E / 44.4782414°N 26.0688192°E          |         |
| 28 | Turnul TVR                                    | Calea Dorobanților, București                     | 74 m     | 13      | 1968                | 44°27′48″N 26°05′13″E / 44.4633407°N 26.0868993°E          |         |
| 29 | Catedrala Evanghelică                         | Piața Albert Huet, Sibiu                          | 73,34 m  | —       | 1520                | 45°47′52″N 24°08′53″E / 45.7977525°N 24.1479733°E          |         |
| 30 | Unirii View                                   | Bulevardul Unirii, București                      | 72,64 m  | 18      | 2018                | 44°25′52″N 26°06′34″E / 44.4310177°N 26.1095365°E          |         |
| 31 | Turnul nou de poartă al Castelului Corvinilor | Strada Castelului, Hunedoara                      | 72 m     | —       | 1446                | 45°44′58″N 22°53′10″E / 45.7493224°N 22.8860879°E          |         |
| 31 | Millennium Business Center                    | Bulevardul Carol I, București                     | 72 m     | 20      | 2006                | 44°26′14″N 26°06′29″E / 44.4373338°N 26.1079413°E          |         |
| 31 | Evocasa Uptown                                | Strada Gh. Gr. Cantacuzino, Ploiești              | 72 m     | 20      | 2010                | 44°56′17″N 25°59′35″E / 44.9379779°N 25.9931897°E          |         |
| 31 | Crystal Tower                                 | Bulevardul Iancu de Hunedoara, București          | 72 m     | 15      | 2011                | 44°27′09″N 26°05′36″E / 44.4523926°N 26.0932387°E          |         |
| 35 | Palas - United Business Center 3              | Strada Palas, Iași                                | 71,16 m  | 17      | 2012                | 47°09′19″N 27°33′12″E / 47.15515°N 27.5533994°E            |         |
| 36 | Biserica Reformată                            | Strada Traian, Dej                                | 71 m     | —       | 1526                | 47°08′35″N 23°52′18″E / 47.142926°N 23.8715944°E           |         |
| 36 | Alia Apartments                               | Bulevardul Mareșal Averescu, București            | 71 m     | 20      | 2010                | 44°27′50″N 26°04′24″E / 44.4640214°N 26.0733061°E          |         |
| 36 | Monaco Towers                                 | Șoseaua Berceni, București                        | 71 m     | 20      | 2010                | 44°22′32″N 26°08′16″E / 44.3754365°N 26.1378498°E          |         |
| 39 | Sheraton Hotel                                | Calea Dorobanților, București                     | 70 m     | 18      | 1976                | 44°26′47″N 26°05′48″E / 44.4464387°N 26.0967259°E          |         |
| 39 | Biserica „Sfinții Petru și Paul”              | Strada Ana Ipătescu, Bacău                        | 70 m     | —       | 2005                | 46°33′56″N 26°54′45″E / 46.5655068°N 26.9124886°E          |         |
| 39 | Mihai Viteazu Residence                       | Strada Rahovei, Sibiu                             | 70 m     | 18      | 2013                | 45°46′38″N 24°09′28″E / 45.7772862°N 24.15776°E            |         |
| 39 | Biserica „Înălțarea Domnului”                 | Bulevardul Unirii, Bacău                          | 70 m     | —       | 2018                | 46°34′12″N 26°54′30″E / 46.5701242°N 26.9083124°E          |         |
| 43 | Blocul Sârbesc                                | Bulevardul Iuliu Maniu, București                 | 69 m     | 18      | 1979                | 44°26′02″N 26°02′02″E / 44.43376°N 26.03401°E              |         |
| 43 | Sema City 1                                   | Splaiul Independenței, București                  | 69 m     | 14      | 2010                | 44°26′42″N 26°02′45″E / 44.44512°N 26.04574°E              |         |
| 45 | Biserica „Sfânta Margareta”                   | Piața Castelului, Mediaș                          | 68,5 m   | —       | 1488                | 46°09′55″N 24°21′05″E / 46.16519°N 24.35125°E              |         |
| 46 | UniCredit Bank                                | Bulevardul Expoziției, București                  | 68 m     | 16      | 2012                | 44°28′27″N 26°04′05″E / 44.4742829°N 26.0681052°E          |         |
| 46 | Bucharest Corporate Center                    | Strada Gheorghe Polizu, București                 | 68 m     | 15      | 2007                | 44°26′52″N 26°04′54″E / 44.4477756°N 26.0815796°E          |         |
| 46 | The Mark                                      | Calea Griviței, București                         | 68 m     | 15      | 2019                | 44°26′47″N 26°04′49″E / 44.446388°N 26.0803408°E           |         |
| 49 | Mănăstirea Maria Radna                        | Strada Avram Iancu, Lipova                        | 67 m     | —       | 1782                | 46°05′57″N 21°41′11″E / 46.09918°N 21.68628°E              |         |
| 50 | Turnul cu ceas al Castelului Peleș            | Aleea Peleșului, Sinaia                           | 66 m     | —       | 1914                | 45°21′36″N 25°32′34″E / 45.35996000°N 25.54274000°E        |         |
| 51 | Biserica Millennium                           | Piața Romanilor, Timișoara                        | 65,7 m   | —       | 1901                | 45°45′24″N 21°14′52″E / 45.756749°N 21.247879°E            |         |
| 52 | Biserica Neagră                               | Curtea Johannes Honterus, Brașov                  | 65 m     | —       | 1477                | 45°38′28″N 25°35′17″E / 45.64101°N 25.58803°E              |         |
| 52 | Biserica Evanghelică                          | Strada Lungă, Codlea                              | 65 m     | —       | Secolul al XIII-lea | 45°41′51″N 25°26′38″E / 45.69750000°N 25.44389000°E        |         |
| 52 | Biserica Romano-Catolică                      | Vinga                                             | 65 m     | —       | 1892                | 46°00′58″N 21°12′56″E / 46.016111°N 21.215556°E            |         |
| 52 | UMF Iași – Corp P                             | Strada Grigore Ghica Vodă, Iași                   | 65 m     | 16      | 2004                | 47°09′37″N 27°35′45″E / 47.1601977°N 27.5958221°E          |         |
| 52 | InCity Residences                             | Calea Dudești, București                          | 65 m     | 17      | 2009                | 44°25′12.6″N 26°7′59.5″E / 44.420167°N 26.133194°E         |         |
| 52 | Fructus Plaza                                 | Strada Gheorghe Lazăr, Timișoara                  | 65 m     | 16      | 2011                | 45°45′34″N 21°13′07″E / 45.7594679°N 21.2186903°E          |         |
| 52 | Phoenix Tower                                 | Calea Vitan, București                            | 65 m     | 15      | 2003                | 44°25′23″N 26°07′23″E / 44.4229767°N 26.1230134°E          |         |
| 52 | RIN Grand Hotel                               | Șoseaua Vitan-Bârzești, București                 | 65 m     | 15      | 2007                | 44°23′56″N 26°08′27″E / 44.3987948°N 26.1407822°E          |         |
| 52 | Catedrala Episcopală „Învierea Domnului”      | Piața Independenței, Oradea                       | 65 m     | —       |                     | 47°03′08″N 21°56′22″E / 47.0523172°N 21.9395048°E          |         |
| 52 | Bloc Bd. Basarabia 96B                        | Bulevardul Basarabila, București                  | 65 m     | 17      | 2008                | 44°25′59″N 26°09′11″E / 44.432942°N 26.153031°E            |         |
| 62 | Turnul cu ceas                                | Strada Turnului, Sighișoara                       | 64 m     | —       | Secolul al XIV-lea  | 46°13′08″N 24°47′36″E / 46.2188405°N 24.7932943°E          |         |
| 62 | Biserica Reformată                            | Strada Colinei, Aiud                              | 64 m     | —       | 1480                | 46°18′34″N 23°43′03″E / 46.30944°N 23.71750°E              |         |
| 62 | Catedrala Mitropolitană                       | Piața Avram Iancu, Cluj-Napoca                    | 64 m     | —       | 1933                | 46°46′19″N 23°35′46″E / 46.772°N 23.596°E                  |         |
| 62 | Premium Plaza                                 | Strada Doctor Iacob Felix, București              | 64 m     | 15      | 2007                | 44°27′24.8″N 26°5′6.8″E / 44.456889°N 26.085222°E          |         |
| 62 | Satu Mare Shopping Plaza                      | Bulevardul Independenței, Satu Mare               | 64 m     | 16      | 2012                | 47°46′51″N 22°53′07″E / 47.780698676416°N 22.88530589302°E |         |
| 62 | Bloc 15D                                      | Șoseaua Vergului, București                       | 64 m     | 18      | 1977                | 44°26′23″N 26°10′54″E / 44.43984°N 26.18175°E              |         |
| 68 | Biserica Reformată din Turda Veche            | Strada B. P. Hașdeu, Turda                        | 63 m     | —       | c. 1400             | 46°34′18″N 23°47′07″E / 46.571621°N 23.785197°E            |         |
| 69 | Catedrala „Sfântul Mihail”                    | Strada Mihai Viteazul, Alba Iulia                 | 62 m     | —       | 1291                | 46°04′03″N 23°47′07″E / 46.06762°N 23.785197°E             |         |
| 70 | Bazilica Romano-Catolică                      | Strada Șirul Canonicilor, Oradea                  | 61 m     | —       | 1780                | 47°04′08″N 21°55′53″E / 47.068785°N 21.931319°E            |         |
| 70 | Bloc T69                                      | Șoseaua Pantelimon 229, București                 | 61 m     | 19      |                     | 44°26′36″N 26°8′54.8″E / 44.44333°N 26.148556°E            |         |
| 70 | Bloc 54                                       | Șoseaua Pantelimon 247, București                 | 61 m     | 19      | 1979                | 44°26′36″N 26°09′29″E / 44.443403°N 26.158109°E            |         |
| 70 | Hotel Novotel                                 | Calea Victoriei, București                        | 61 m     | 16      | 2006                | 44°26′12″N 26°05′50″E / 44.436801°N 26.097144°E            |         |
| 70 | Riverside Tower                               | Splaiul Independenței, București                  | 61 m     | 15      | 2009                | 44°26′37″N 26°03′21″E / 44.44349°N 26.05591°E              |         |
| 75 | United Business Center 1                      | Strada Aristide Demetriade, Timișoara             | 60 m     | 12      | 2017                | 45°45′57″N 21°13′36″E / 45.765754°N 21.226563°E            |         |
| 75 | United Business Center 2                      | Strada Aristide Demetriade, Timișoara             | 60 m     | 12      | 2017                | 45°45′59″N 21°13′49″E / 45.766291°N 21.230305°E            |         |
| 75 | Palatul Administrativ                         | Piața Victoriei, Târgu Mureș                      | 60 m     | —       | 1907                | 46°32′35″N 24°33′25″E / 46.543069°N 24.557083°E            |         |
| 75 | Catedrala „Sfântul Ioan Botezătorul”          | Bulevardul Republicii, Ploiești                   | 60 m     | —       | 1939                | 44°56′36″N 26°01′09″E / 44.943277°N 26.019185°E            |         |
| 75 | Griro Tower                                   | Calea Griviței, București                         | 60 m     | 15      | 1984                | 44°27′43.3″N 26°3′22.6″E / 44.462028°N 26.056278°E         |         |
| 75 | Globalworth Campus                            | Bulevardul Dimitrie Pompeiu, București            | 60 m     | 12      | 2017                | 44°28′48″N 26°07′00″E / 44.48006°N 26.11659°E              |         |
| 75 | Căldirea First Bank                           | Șoseaua Nicolae Titulescu, București              | 60 m     | 15      | 2009                | 44°27′07″N 26°04′42″E / 44.451929°N 26.0784°E              |         |

## În construcție
În construcție
     Lucrările de construcție au început, dar au fost oprite din diverse motive
| Denumire                             | Localizare                            | Înălțime | Etaje | Anul începerii construcției | Anul estimat de finalizare | Imagine | Note                                                                                              |
| ------------------------------------ | ------------------------------------- | -------- | ----- | --------------------------- | -------------------------- | ------- | ------------------------------------------------------------------------------------------------- |
| Dâmbovița Center                     | Splaiul Independenței, București      | 155 m    | 34    | 1986                        |                            |         | 44°26′16″N 26°04′31″E / 44.43789540°N 26.07534850°E                                               |
| United Business Center 0             | Strada Aristide Demetriade, Timișoara | 155 m    | 27    | 2018                        | 2021                       |         | 45°45′55″N 21°13′39″E / 45.7652237°N 21.2275143°E                                                 |
| Catedrala Episcopală „Sfânta Treime” | Bulevardul Unirii, Baia Mare          | 85 m     | —     | 1990                        |                            |         | 47°38′48″N 23°34′22″E / 47.6467351°N 23.5726497°E Lucrările au fost oprite în perioada 1994–1999. |
| ISHO Riverside A                     | Bulevardul Take Ionescu, Timișoara    | 75 m     | 21    | 2018                        | 2020                       |         | 45°45′38″N 21°14′37″E / 45.7606566°N 21.2435613°E                                                 |
| Maurer Panoramic                     | Strada Bucuresti, Cluj-Napoca         | 74 m     | 23    | 2019                        | 2023                       |         | 46°45′25″N 23°32′39″E / 46.7570145°N 23.5440538°E                                                 |
| Oxygen Residence                     | Strada Bucuresti, Cluj-Napoca         | 74 m     | 19    | 2022                        | 2024                       |         | 46°45′25″N 23°32′39″E / 46.7570145°N 23.5440538°E                                                 |
| Catedrala Greco-Catolică „Sf. Iosif” | Piața Timotei Cipariu, Cluj-Napoca    | 72 m     | —     | 1992                        |                            |         | 46°46′04″N 23°35′56″E / 46.7677333°N 23.5989925°E Lucrările au fost oprite în perioada 1999–2011. |
| One Tower                            | Calea Floreasca, București            | 71 m     | 16    | 2018                        | 2020                       |         | 44°27′55″N 26°06′06″E / 44.465381°N 26.101688°E                                                   |
| One Mircea Eliade                    | Calea Floreasca, București            | 71 m     | 20    | 2018                        | 2020                       |         | 44°27′55″N 26°06′01″E / 44.465323°N 26.100216°E                                                   |
| ISHO Parkside D                      | Bulevardul Take Ionescu, Timișoara    | 70 m     | 20    | 2018                        | 2020                       |         | 45°45′38″N 21°14′37″E / 45.7606566°N 21.2435613°E                                                 |
| Olimp Tower                          | Olimp                                 | 70 m     | 21    | 2023                        | 2025                       |         | 43°53′19″N 28°36′34″E / 43.888474°N 28.609543°E                                                   |
| Marina Tower                         | Mamaia                                | 61 m     | 15    | 2022                        | 2024                       |         | 44°16′13″N 28°37′13″E / 44.270325°N 28.620337°E                                                   |

## După municipiu
| Municipiu             | Denumire                                      | Înălțime | Etaje | An                  |
| --------------------- | --------------------------------------------- | -------- | ----- | ------------------- |
| Aiud                  | Biserica Reformată                            | 64 m     | —     | 1480                |
| Alba Iulia            | Catedrala „Sfântul Mihail”                    | 62 m     | —     | 1291                |
| Alexandria            | Catedrala „Sfântul Alexandru”                 | 45 m     | —     | 1898                |
| Arad                  | Catedrala „Sfânta Treime”                     | 58 m     | —     | 2008                |
| Bacău                 | Catedrala „Înălțarea Domnului”                | 70 m     | —     | 2018                |
| Baia Mare             | Turnul Ștefan                                 | 50 m     | —     | 1468                |
| Bistrița              | Biserica Evanghelică                          | 75 m     | —     | 1564                |
| Blaj                  | Catedrala Mitropolitană „Sfânta Treime”       | 51 m     | —     | 1765                |
| Botoșani              | Botoșani Business Center                      | 20 m     | 6     | 2008                |
| Brașov                | Biserica Neagră                               | 65 m     | —     | 1477                |
| Brăila                | Hotel Traian                                  | 50 m     | 13    | 1971                |
| București             | Sky Tower                                     | 137 m    | 37    | 2012                |
| Buzău                 | Turnul cu ceas al Palatului Comunal           | 20 m     | —     | 1903                |
| Carei                 | Biserica „Sfântul Dimitrie”                   | 41,5 m   | —     | 2007                |
| Câmpulung Moldovenesc | Biserica „Adormirea Maicii Domnului”          | 38 m     | —     | 1913                |
| Cluj-Napoca           | West City Tower                               | 95 m     | 25    | 2022                |
| Codlea                | Biserica Evanghelică                          | 65 m     | —     | Secolul al XIII-lea |
| Constanța             | Spectrum Residences                           | 50 m     | —     | 2009                |
| Craiova               | S200                                          | 48,5 m   | 14    | 2014                |
| Curtea de Argeș       | Mănăstirea Curtea de Argeș                    | 25 m     | —     | 1517                |
| Dej                   | Biserica Reformată                            | 73 m     | —     | 1526                |
| Deta                  | Biserica Romano-Catolică                      | 58,57 m  | —     | 1735                |
| Deva                  | Palatul Administrativ                         | 40 m     | 14    |                     |
| Drobeta-Turnu Severin | Castelul de apă                               | 27 m     | —     | 1913                |
| Focșani               | Catedrala Ortodoxă                            | 43,5 m   | —     |                     |
| Galați                | Hotel Vega                                    | 46 m     | 12    | 2003                |
| Giurgiu               | Blocul „Eva”                                  | 50 m     |       | 1979                |
| Hunedoara             | Turnul nou de poartă al Castelului Corvinilor | 72 m     | —     | 1446                |
| Iași                  | Palas Residential Tower                       | 73 m     | 19    | 2012                |
| Lugoj                 | Biserica „Adormirea Maicii Domnului”          | 57 m     | —     | 1766                |
| Medgidia              | Minaretul geamiei Abdul Medgid                | 20 m     | —     | 1865                |
| Onești                | Catedrala „Pogorârea Sfântului Duh”           | 48 m     | —     |                     |
| Oradea                | Catedrala Episcopală „Învierea Domnului”      | 65 m     | —     |                     |
| Piatra Neamț          | Central Plaza Hotel                           | 44 m     | 14    | 1975                |
| Pitești               | Hotel Muntenia                                | 53 m     | 14    | 1976                |
| Ploiești              | Evocasa Uptown                                | 72 m     | 20    | 2010                |
| Rădăuți               | Biserica „Pogorârea Sfântului Duh”            | 50 m     | —     | 1961                |
| Râmnicu Vâlcea        | Biserica „Toți Sfinții”                       | 27 m     | —     | 1764                |
| Reghin                | Biserica Evanghelică                          | 47 m     | —     | 1330                |
| Salonta               | Turnul Ciunt                                  | 40 m     | 4     | 1636                |
| Satu Mare             | Palatul Administrativ                         | 97 m     | 17    | 1984                |
| Sebeș                 | Biserica Evanghelică                          | 40 m     | —     | 1664                |
| Sibiu                 | Catedrala Evanghelică                         | 73,34 m  | —     | 1520                |
| Sighișoara            | Turnul cu ceas                                | 64 m     | —     | Secolul al XIV-lea  |
| Slatina               | Catedrala Episcopală                          | 34 m     | —     | 2007                |
| Slobozia              | Catedrala „Înălțarea Domnului”                | 37 m     | —     | 2003                |
| Suceava               | Catedrala „Nașterea Domnului”                 | 82 m     | —     | 2015                |
| Târgoviște            | Turnul Chindiei                               | 27 m     | —     | Secolul al XV-lea   |
| Târgu Jiu             | Coloana Infinitului                           | 29,35 m  | —     | 1938                |
| Târgu Mureș           | Palatul Administrativ                         | 60 m     | —     | 1907                |
| Tecuci                | Biserica „Sfântul Gheorghe”                   | 35 m     | —     | 1962                |
| Timișoara             | Catedrala Mitropolitană                       | 90,5 m   | —     | 1940                |
| Tulcea                | Sediul Consiliului Județean Tulcea            | 38 m     | 8     | 2010                |
| Turda                 | Biserica Reformată din Turda Veche            | 63 m     | —     | c. 1400             |
| Turnu Măgurele        | Biserica „Sfântul Haralambie”                 | 25 m     | —     | 1905                |
| Vaslui                | Turnul cu ceas al Palatului Administrativ     | 45 m     | —     | 1970                |
| Vatra Dornei          | Biserica Romano-Catolică                      | 35 m     | —     | 1905                |
| Zalău                 | Catedrala „Sfânta Vineri”                     | 50 m     | —     |                     |